# Spyker Cars
Spyker Cars (/ˈspaɪkər/, nizozemska izgovorjava: [ˈspɛi̯kər]) je nizozemska znamka športnih avtomobilov v lasti holdinga Spyker N.V. (prej znanega kot Spyker Cars N.V. in Swedish Automobile N.V.). Sodobni Spyker Cars je imel zakonske pravice do blagovne znamke. Moto podjetja je "Nulla tenaci invia est via", latinsko za "Za vztrajne ni neprehodna cesta". Logotip znamke prikazuje letalski propeler nad kolesom z naperami, sklicevanje na zgodovinsko podjetje Spyker, ki je proizvajalo avtomobile in letala. Leta 2010 je podjetje od General Motorsa kupilo švedskega proizvajalca avtomobilov Saab Automobile.
Septembra 2011 je Spyker napovedal bližajočo se prodajo svojega oddelka za superšportne avtomobile podjetju North Street Capital s sedežem v Greenwichu v Connecticutu.
V poskusu, da bi Spyker rešil pred bankrotom, je Swedish Automobile septembra 2011 napovedal takojšnjo prodajo Spykerja ameriškemu skladu zasebnega kapitala in hedge skladom North Street Capital za 32 milijonov evrov (41 milijonov ameriških dolarjev) in nato spremenil ime v Swedish Automobile N.V. Vendar se je pozneje izkazalo, da do transakcije ni prišlo.
18. decembra 2014 je Spyker potrdil, da je šel v stečaj, v upanju, da bo prestrukturiral svoje finance in se znova postavil na noge. Razglasitev stečaja je bila razveljavljena v začetku leta 2015 in podjetje je napovedalo, da bo nadaljevalo s proizvodnjo športnih avtomobilov. Leta 2021 je ponovno bankrotiralo. Januarja 2022 je Spyker napovedal vrnitev k izdelavi avtomobilov, potem ko so ga podprli ruski vlagatelji.